# Minna Palander-Collin
Minna Johanna Palander-Collin, född 31 augusti 1967 i Helsingfors, är en finländsk anglist verksam vid Helsingfors universitet.
Palander-Collin blev filosofie kandidat i engelsk filologi med romansk filologi som biämne vid Helsingfors universitet 1991 och filosofie doktor vid samma lärosäte 1999. År 2009 utnämndes hon där till professor i engelska. Åren 2011–2015 var hon ansvarig för ämnet engelsk filologi. År 2017 utnämndes hon till ledamot av Finska Vetenskapsakademien.
Palander-Collin har forskat bland annat i engelskans historia och språkförändring.